# Spectromètre
 (avril 2013).
Si vous disposez d'ouvrages ou d'articles de référence ou si vous connaissez des sites web de qualité traitant du thème abordé ici, merci de compléter l'article en donnant les références utiles à sa vérifiabilité et en les liant à la section « Notes et références ».

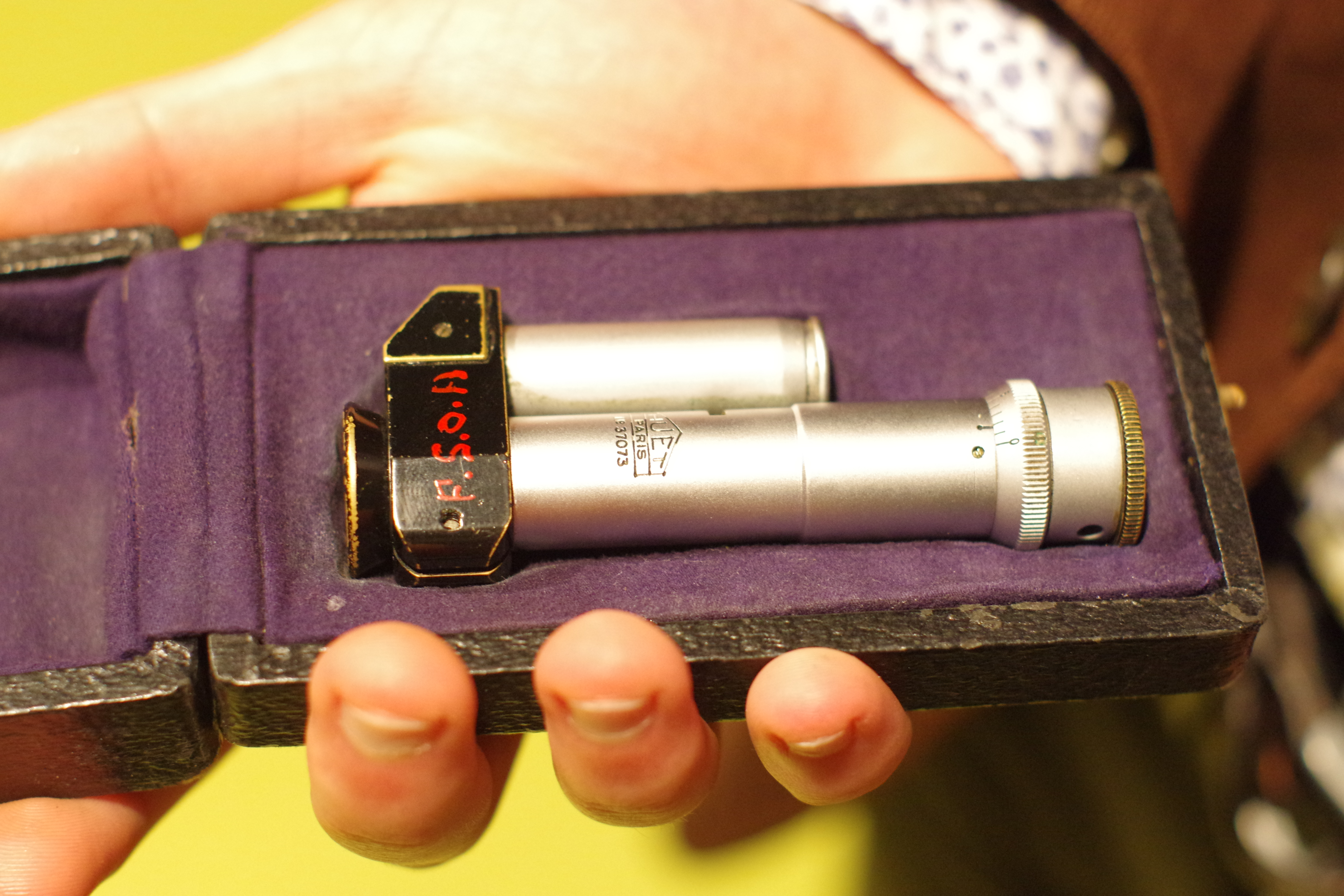
Spectromètre de poche

Un spectromètre est un appareil de mesure permettant de décomposer une quantité observée — un faisceau lumineux en spectroscopie, ou bien un mélange de molécules par exemple en spectrométrie de masse — en ses éléments simples qui constituent son spectre. En optique, il s'agit d'obtenir les longueurs d'onde spécifiques constituant le faisceau lumineux (spectre électromagnétique) tandis que, pour un mélange chimique, il s'agira d'obtenir les masses spécifiques de chacune des molécules (spectre de masse). Des spectromètres sont également utilisés en acoustique afin d'analyser la composition d'un signal sonore. De façon générale l'étude des spectres est appelée la spectrométrie.
Dans le cas de l'optique (mais c'est également vrai en chimie), « spectromètre » est un terme qui désigne en pratique une grande famille d'instruments permettant de balayer un large éventail de longueurs d'onde, des rayons gamma et des rayons X jusqu'à l'infrarouge. Cependant chaque type de spectromètre est associé à une bande de fréquence particulière et nécessite une technique spécifique.
Différents types de spectromètres sont employés :
- spectromètre électromagnétique (spectromètre infrarouge, spectrofluorimètre, spectromètre à rayons X) ;
- spectromètre de masse ;
- spectromètre RMN (résonance magnétique nucléaire).

## Spectromètre

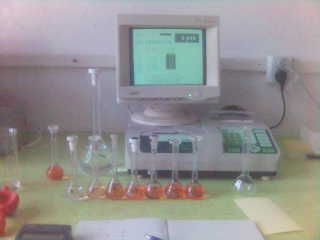
Spectromètre

La variable mesurée est le plus souvent l'intensité de la lumière mais pourrait être également, par exemple, l'état de polarisation. La quantité mesurée est habituellement la longueur d'onde de la lumière, normalement exprimée comme une fraction d'un mètre, mais parfois exprimée comme une certaine unité directement proportionnelle à l'énergie de photon, telle que la fréquence ou l'électron-volt, qui est inversement proportionnelle à la longueur d'onde. En pratique les longueurs d'onde sont observées sous forme de raies spectrales.
Généralement un appareil ne fonctionnera que sur une petite partie du spectre en raison de la variété des techniques employées pour mesurer chaque bande du spectre. En dessous des fréquences optiques (c'est-à-dire pour les micro-ondes et les ondes radio) on emploie un dispositif électronique étroitement lié, l'analyseur de spectre.

## Spectroscopes
Des spectromètres connus sous le nom de spectroscopes sont utilisés dans l'analyse spectroscopique pour identifier les matériaux. Les spectroscopes sont souvent utilisés en astronomie et dans quelques branches de la chimie. Les premiers spectroscopes étaient simplement constitués d'un prisme avec des repères marquant les longueurs d'onde de la lumière. Les spectroscopes modernes, tels que des monochromateurs, emploient généralement un réseau de diffraction, une fente mobile, et un détecteur photoélectrique. Le tout est automatisé et commandé par un ordinateur. Le spectroscope a été inventé en 1860 par Gustav Kirchhoff et Robert Wilhelm Bunsen.
Quand une matière est portée à incandescence, elle émet une lumière qui est caractéristique des constituants atomiques de cette matière. La lumière émise par un atome excité est constituée de différentes longueurs d'onde très spécifiques que l'on peut considérer comme l'empreinte digitale de l'atome. Par exemple, le sodium a une double bande jaune très caractéristique (correspondant au fameux « doublet du sodium ») connue sous le nom de D-lignes du sodium à 588,9950 et 589,5924 nanomètres : cette couleur est bien connue de ceux qui ont déjà observé une lampe à vapeur de sodium à basse pression.
Dans les spectroscopes du début du XIXe siècle, la lumière entrait par une fente et une lentille de diffraction transformait la lumière en fins rayons lumineux parallèles. La lumière traversait ensuite un prisme (dans des spectroscopes portatifs, habituellement un prisme d'Amici) qui réfractait le faisceau lumineux en un spectre. Cette image était alors regardée dans un tube avec une échelle qui permettait de mesurer l'image spectrale transposée.
Avec le développement du film photographique, un spectrographe plus précis fut inventé. Il était basé sur le même principe que le spectroscope, mais comportait un appareil photographique au lieu du tube de visionnement. Ces dernières années, des circuits électroniques montés autour du tube de photomultiplicateur ont remplacé l'appareil photo, permettant l'analyse spectrographique en temps réel avec une précision bien plus élevée. Des rangées de photodétecteurs sont également utilisées à la place du film dans des systèmes spectrographiques. Une telle analyse spectrale, ou spectroscopie, est devenue un outil scientifique important pour analyser la composition d'une matière inconnue, pour étudier des phénomènes astronomiques et confronter les théories astronomiques.

## Spectrographes

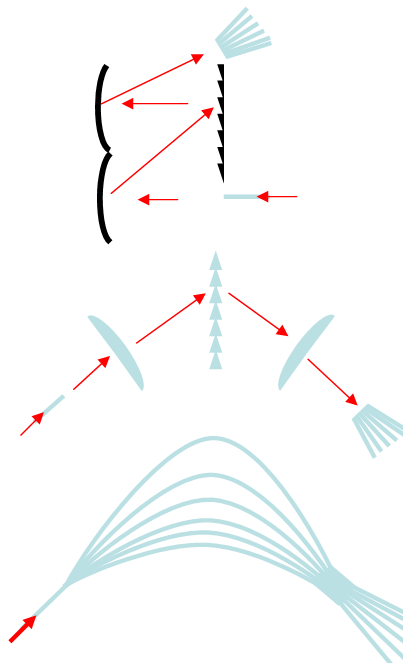
La comparaison de la diffraction à partir de spectromètres. Les systèmes optique de réflexion, de réfraction, des fibres.

Un spectrographe est un instrument qui transforme une onde entrante en un spectre de fréquences, ou généralement une séquence d'un tel spectre. Il y a plusieurs genres d'appareils désignés sous le nom de spectrographes, selon la nature précise des ondes.

### Utilisation en optique
En optique, le spectrographe sépare la lumière entrante selon sa longueur d'onde et enregistre le spectre résultant dans un certain détecteur. C'est ce type de spectromètre qui remplace le spectroscope dans les applications scientifiques.
En astronomie, les spectrographes sont d'un usage courant. On les monte au foyer d'un télescope qui peut être un télescope d'observatoire terrestre ou un télescope embarqué dans un vaisseau spatial.

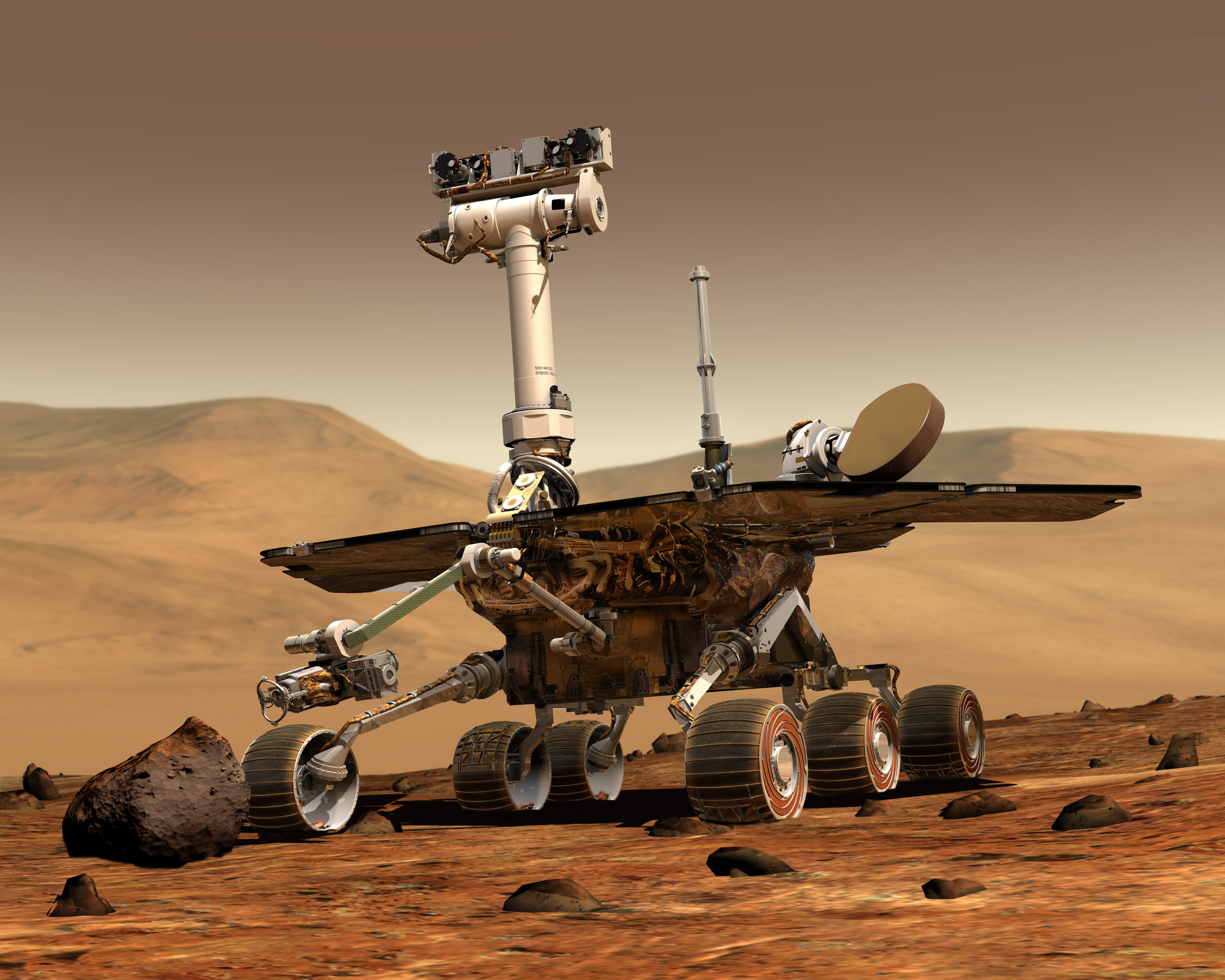
Exemple d'un astromobile MER.

Les Mars Exploration Rovers (MER) comportent chacun un Mini-TES - un spectromètre d'émission thermique miniature (c'est-à-dire un spectromètre infrarouge).
Les premiers spectrographes ont employé le papier photographique comme détecteur. La classification du spectre des étoiles, la découverte de la séquence principale, par la loi de Hubble-Lemaître et la séquence de Hubble sont toutes réalisées avec les spectrographes qui utilisent le papier photographique. Le phytochrome, un colorant issu des plantes, est découvert à l'aide d'un spectrographe qui utilisait des plantes vivantes comme détecteur.
Les spectrographes plus récents emploient des détecteurs électroniques, tels que les capteurs photographiques CCD qui peuvent être employés tant pour l'ultraviolet que le visible. Le choix précis du détecteur dépend des longueurs d'onde de la lumière à mesurer.

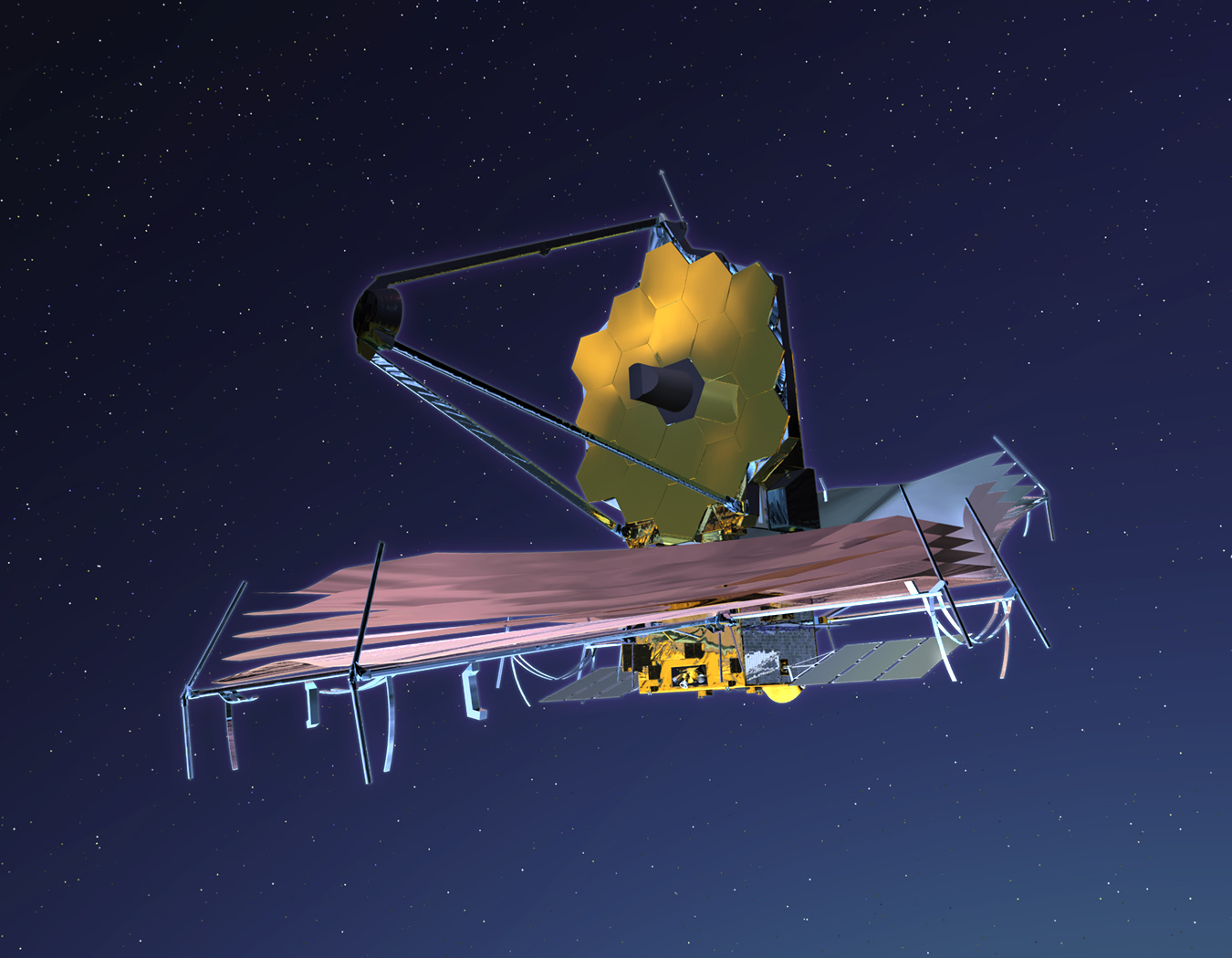
Le télescope spatial James-Webb.

Par exemple, IRS (Infrared Spectrograph), embarqué sur le télescope spatial Spitzer, est un spectrographe produisant des spectres du rayonnement entre 5 µm et 38 µm. Le télescope spatial James-Webb contient aussi bien un spectrographe proche-infrarouge (NIRSpec) et un spectromètre mi-infrarouge (MIRI).
Un spectrographe échelle emploie en général trois optiques diffractives : un réseau de diffraction et deux prismes. Par conséquent, on capte la lumière par un point d'entrée, et non par une fente, et un second capteur CCD enregistre le spectre.
Normalement, il faudrait s'attendre à lire le spectre sur la diagonale, mais lorsque les deux réseaux ont un pas suffisant et que l'un est configuré pour qu'on ne distingue que le premier ordre, tandis que le second est configuré pour décomposer plusieurs des ordres supérieurs, on obtient un spectre bien séparé sur un petit capteur photographique CCD ordinaire. L'emploi d'un petit capteur présente également l'avantage que le collimateur n'a pas besoin d'être corrigé pour la coma ou l'astigmatisme, car l'aberration sphérique peut être considérée comme nulle.

### Utilisation en acoustique
Dans le domaine de l'acoustique, un spectrographe convertit une onde sonore en un spectre sonore. Le premier spectrographe acoustique est développé pendant la Seconde Guerre mondiale par les laboratoires de téléphonie Bell, et est employé couramment en science de la parole, phonétique, acoustique et recherche en matière d'audiologie, pour être, par la suite, remplacé par des techniques numériques de traitement du signal.